# 河面旺成
河面 旺成（かわづら あきなり、1994年5月3日 - ）は、京都府京田辺市出身のプロサッカー選手。Jリーグ・名古屋グランパス所属。ポジションはディフェンダー。
アイドルグループ・櫻坂46メンバーの田村保乃はいとこにあたる。

## 来歴

### プロ入り前
セレッソ大阪のU-12、西U-15を経て岡山県作陽高等学校（現作陽学園高等学校）に進学。3年時には全国高校サッカー選手権に出場し、大会終了後にはチームメイトの米原祐、平岡翼と共に優秀選手に選出。後に高校選抜にも選出された。
高校卒業後は明治大学に進学。3年時に左サイドバックのレギュラーを掴むと、左足のキックと攻撃参加でチームに貢献。2016年6月26日、大宮アルディージャへの来季加入内定が発表され、5日後の7月1日には特別指定選手として大宮への選手登録が承認された。

### 大宮アルディージャ
2017年、大宮アルディージャに入団。10月1日、天皇杯4回戦の筑波大学戦に出場した事で契約条件を満たし、プロA契約を締結したことが発表された。

### 名古屋グランパス
2021年12月26日、名古屋グランパスに完全移籍で加入することが発表された。
2025年4月2日、横浜F・マリノス戦でJ1初ゴールをマークした。

## 所属クラブ
- セレッソ大阪U-12（京田辺市立松井ヶ丘小学校）
- 2007年 - 2009年 セレッソ大阪西U-15（京田辺市立大住中学校）
- 2010年 - 2012年 岡山県作陽高等学校
- 2013年 - 2016年 明治大学
  - 2016年 大宮アルディージャ（特別指定選手）
- 2017年 - 2021年  大宮アルディージャ
- 2022年 -   名古屋グランパス

## 個人成績
| 国内大会個人成績 | 国内大会個人成績 | 国内大会個人成績 | 国内大会個人成績 | 国内大会個人成績 | 国内大会個人成績 | 国内大会個人成績 | 国内大会個人成績 | 国内大会個人成績 | 国内大会個人成績 | 国内大会個人成績 | 国内大会個人成績 |
| 年度             | クラブ           | 背番号           | リーグ           | リーグ戦         | リーグ戦         | リーグ杯         | リーグ杯         | オープン杯       | オープン杯       | 期間通算         | 期間通算         |
| 年度             | クラブ           | 背番号           | リーグ           | 出場             | 得点             | 出場             | 得点             | 出場             | 得点             | 出場             | 得点             |
| 日本             | 日本             | 日本             | 日本             | リーグ戦         | リーグ戦         | リーグ杯         | リーグ杯         | 天皇杯           | 天皇杯           | 期間通算         | 期間通算         |
| ---------------- | ---------------- | ---------------- | ---------------- | ---------------- | ---------------- | ---------------- | ---------------- | ---------------- | ---------------- | ---------------- | ---------------- |
| 2017             | 大宮             | 6                | J1               | 1                | 0                | 6                | 0                | 2                | 0                | 9                | 0                |
| 2018             | 大宮             | 6                | J2               | 38               | 0                | -                | -                | 0                | 0                | 38               | 0                |
| 2019             | 大宮             | 6                | J2               | 41               | 2                | -                | -                | 1                | 0                | 42               | 2                |
| 2020             | 大宮             | 6                | J2               | 18               | 0                | -                | -                | -                | -                | 18               | 0                |
| 2021             | 大宮             | 6                | J2               | 19               | 0                | -                | -                | 0                | 0                | 19               | 0                |
| 2022             | 名古屋           | 24               | J1               | 1                | 0                | 3                | 0                | 2                | 0                | 6                | 0                |
| 2023             | 名古屋           | 24               | J1               | 13               | 0                | 6                | 0                | 4                | 0                | 23               | 0                |
| 2024             | 名古屋           | 24               | J1               | 25               | 0                | 6                | 0                | 0                | 0                | 31               | 0                |
| 2025             | 名古屋           | 6                | J1               |                  |                  |                  |                  |                  |                  |                  |                  |
| 通算             | 日本             | 日本             | J1               | 40               | 0                | 21               | 0                | 8                | 0                | 69               | 0                |
| 通算             | 日本             | 日本             | J2               | 116              | 2                | -                | -                | 1                | 0                | 117              | 2                |
| 総通算           | 総通算           | 総通算           | 総通算           | 159              | 2                | 21               | 0                | 9                | 0                | 186              | 2                |

※2016年 特別指定選手としての公式戦出場は無し
その他公式戦
- 2018年
  - J1参入プレーオフ 1試合0得点

出場歴
- Jリーグ初出場 - 2017年10月29日 J1第31節 セレッソ大阪戦 (キンチョウスタジアム)
- Jリーグ初得点 - 2019年5月4日 J2第12節 愛媛FC戦 (NACK5スタジアム大宮)

## タイトル

### クラブ
明治大学
- 関東大学サッカーリーグ戦1部：1回（2016年）
- 総理大臣杯全日本大学サッカートーナメント：1回（2016年）

名古屋グランパス
- Jリーグカップ：1回（2024年）

### 個人
- 全国高等学校サッカー選手権大会・優秀選手（2012年）
- 関東大学サッカーリーグ戦・ベストイレブン（2016年）

## 代表歴
- U-16日本代表候補
- 日本高校選抜
  - NEXT GENERATION MATCH（2013年）
- 関東大学選抜A
  - デンソーカップサッカー（2016年）